# 平盛綱 (三郎兵衛尉)
平 盛綱（たいら の もりつな）は、鎌倉時代初期の武士。鎌倉幕府の侍所所司で執権北条氏の家令。御内人の有力氏族であった長崎氏の祖。

## 経歴
『尊卑分脉』では平資盛の子、『系図纂要』「平朝臣姓 関一流」ではその曾孫で、平姓関氏の祖・関実忠を盛綱の兄弟としている。「盛」は平家の通り字で「綱」は偏諱と考えられる。
承久3年（1221年）の承久の乱で北条泰時に従って上洛した18騎のうちの一人として、兄弟とされる平実忠（関実忠）とともに『吾妻鏡』に登場するのが盛綱の史料上の初出である。兵衛尉という官位名で登場しており、この時点で既に高い地位であったと考えられている。その後「安芸国巡検使」として安芸国に赴き、乱における死傷者や功名を調査して交名を提出した。貞応3年2月（1224年3月）には尾藤景綱とともに泰時の使者を務め、閏7月3日（8月19日）の伊賀氏事件の処分を決める際にはその記録をとり、8月28日（10月12日）には家令となった景綱とともに北条氏の家法である「家務条々」の制定を行うなど、文筆に長けた泰時の被官として活躍した。「御成敗式目」を制定する際には奉行(指揮者)を務めた。 
文暦元年（1234年）頃には、京都大番役勤仕の報告先となっており、歴史学者の森幸夫・細川重男は盛綱が軍事・警察を統括する侍所の所司となっていたと見ている。またこの年には、景綱の跡を継いで家令の地位に就いた。
仁治3年（1242年）に出家して隠退。法名は盛阿。建長元年（1249年）頃まではその活動が確認できる。細川重男は建長2年の「建長帳」に「平右（左）衛門尉入道跡」とあることから、この頃には盛綱が死去していたと見ている。一方、梶川貴子は弘長3年（1263年）の宗尊親王上洛の際、生存している盛綱の子が随行しているような記録があるとして、この頃まで生存していたと見ている。
平禅門の乱で著名な内管領・平頼綱は、『系図纂要』では子であるとされているが、実際には孫であろうと見られている。また鎌倉幕府末期の実力者・長崎円喜は曾孫であろうとされる。盛綱についても近年では、森幸夫が北条時政・義時父子が平氏出身者を推挙していることから盛綱は資盛の子であるとしている一方で、細川重男は系譜がはっきりしない義時の「年来の郎従」である「主達」出身であるという説を唱えている。梶川貴子は、得宗被官の中でも南条氏・長崎氏は主達出身とする研究もあったが、南条氏は『吾妻鏡』 によって頼朝の時代から御家人であったことが確認できるため主達ではなく、出自について様々に議論が分かれている長崎氏についても得宗被官としての活動内容から明かに御家人身分の一族であるとの見解を示している。

## 関連作品
テレビドラマ
- 北条時宗（2001年、NHK大河ドラマ、演：宗近晴見）
- 鎌倉殿の13人（2022年、NHK大河ドラマ、演：きづき）

なお、作中では孤児の鶴丸として登場し、後に平盛綱と義時から命名された。